# Goyavier de Chine
Ne pas confondre avec Goyavier, arbre produisant les goyaves
Psidium cattleianum
Espèce
Synonymes
Psidium cattleianum ex Sabine, 1821
Le goyavier de Chine, également appelé goyavier-fraise (Psidium cattleianum Sabine), est une espèce de plantes à fleurs de la famille des Myrtaceae. C'est un arbuste fruitier originaire d'Amérique du Sud (contrairement à ce que son nom français pourrait faire croire).

## Description

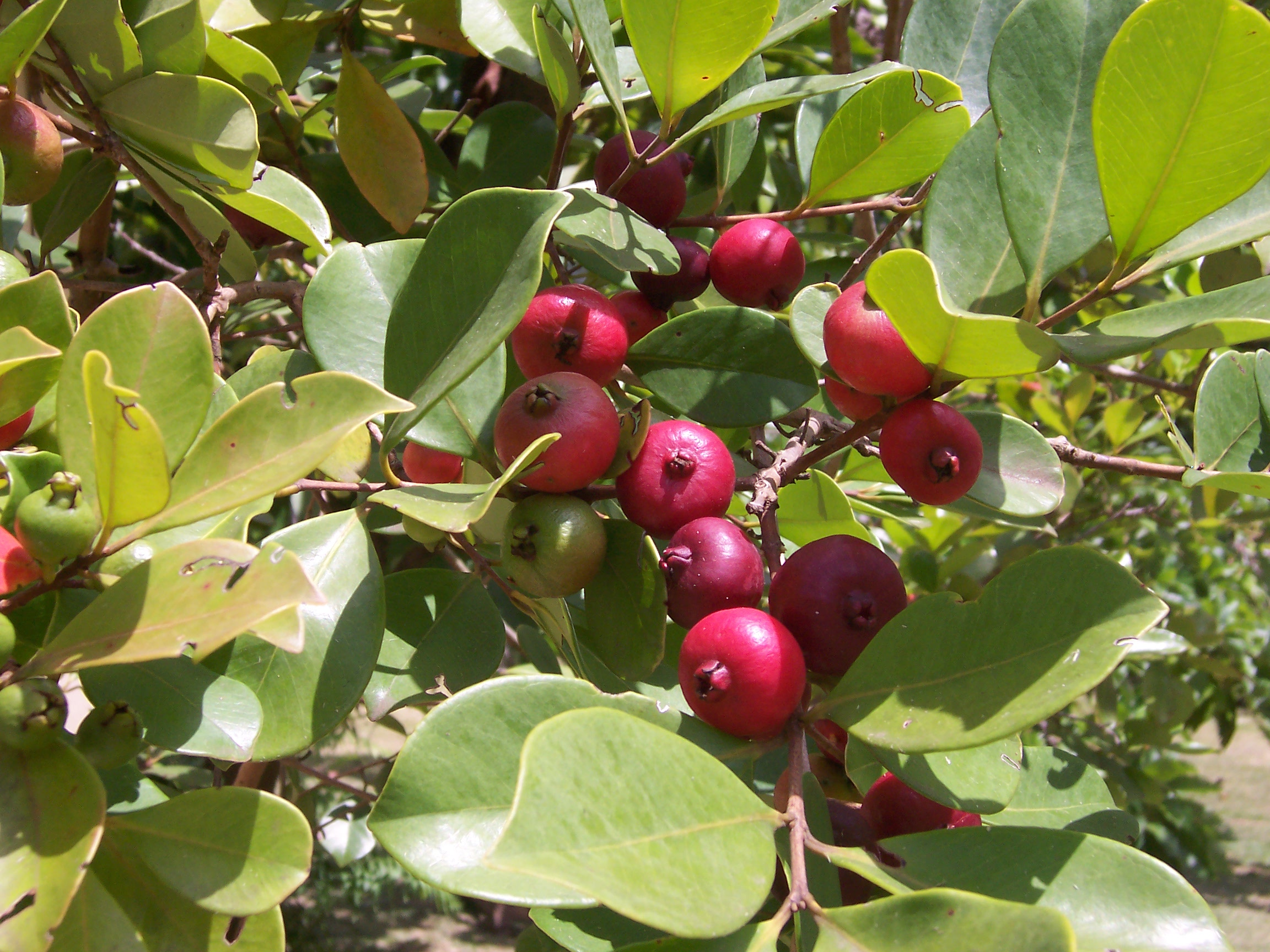
Fruits.

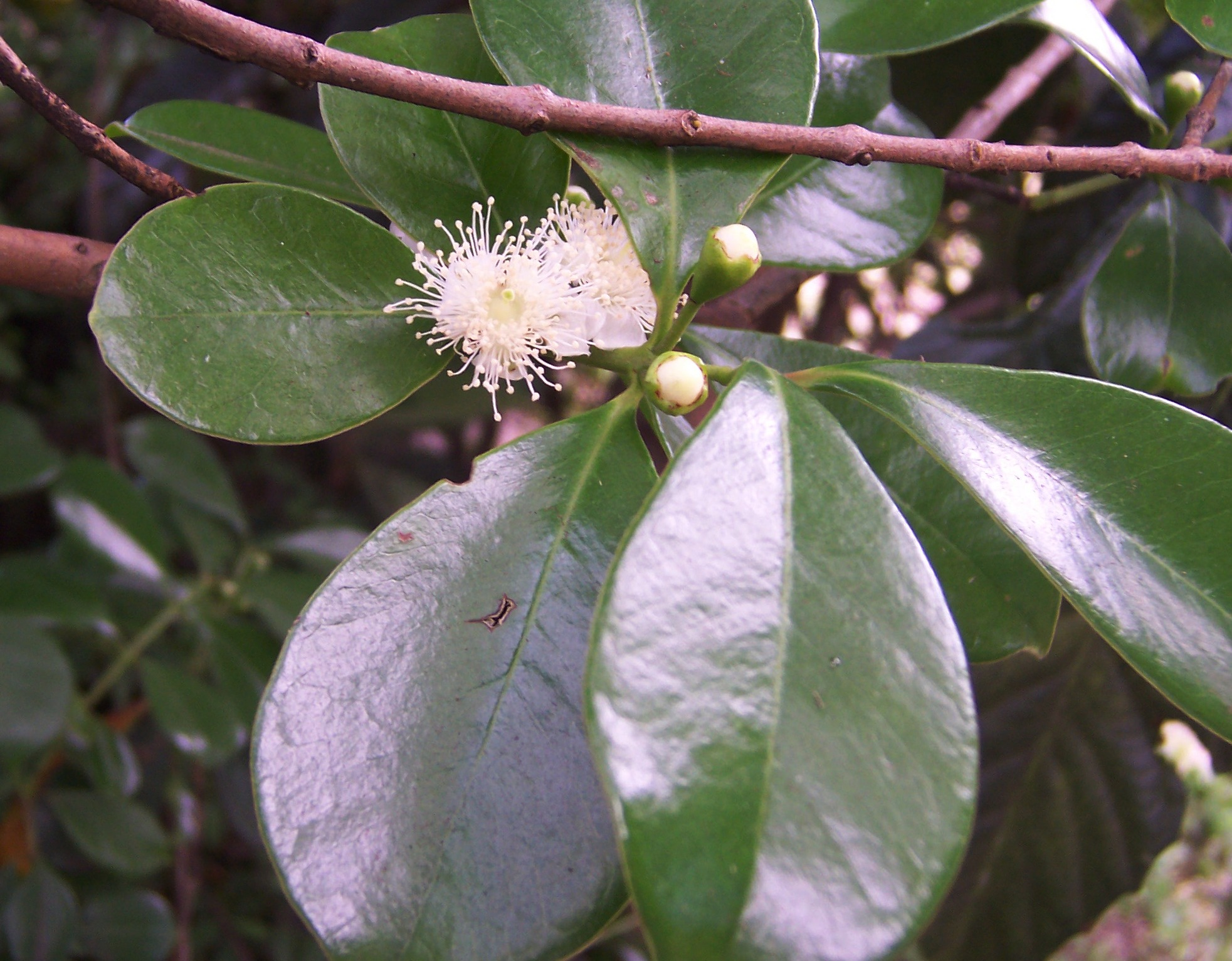
Fleurs.

### Aspect général
Psidium cattleyanum, le goyavier de Chine est un arbuste ou un petit arbre qui atteint une hauteur maximale de 13 m de haut, très ramifié. La plupart des individus se situent entre 2 et 4 m de haut. Son écorce est brune et lisse et se détache en fines plaques.

### Feuilles
Les feuilles persistantes, opposées sont ovales à bords arrondis, vert foncé brillant et mesurent de 3 à 12 cm de long sur 2 à 6 cm de large.

### Fleurs
Les fleurs blanches parfumées poussent soit individuellement, soit en grappes de trois, et chaque fleur a cinq pétales. Elles mesurent 2 à 3 cm de diamètre.

### Fruits
L'arbuste porte des fruits lorsque les plantes ont entre 3 et 6 ans. Les fruits sont appelés goyave-fraise aux Antilles, goyave de Chine à l'île Maurice, goyavier à La Réunion, goavy tsinahy à Madagascar ou Tsongoma aux Comores. Il a la forme d'une baie sphérique et la taille d'une mirabelle environ 2,5 cm de diamètre. La peau est  lisse et brillante. À maturité, la couleur vire au rouge violacé. Il existe une variété moins courante à fruits jaunes (Psidium cattleianum var. lucidum) un peu plus gros. Le fruit contient des graines dures de 2 à 3 mm de long. Dans les deux cas la pulpe est blanc-crémeux de texture fondante et juteuse.
La reproduction par graine est la plus courante. La dispersion se fait par zoochorie. Le bouturage est possible et le greffage difficile.

## Ecologie
P. cattleyanum se rencontre principalement dans des environnements mésiques de forêt tropicale humide à une altitude allant jusqu'à 1 300 m, mais on le trouve principalement en dessous de 800 m. P. cattleyanum ne domine pas les communautés végétales dans son aire d'origine, mais elle est envahissante en raison de sa forte tolérance à de nombreuses situations différentes.  Sa capacité envahissante peut s'expliquer par une grande variation génétique, car les variantes de différentes couleurs de fruits se regroupent à différentes altitudes. En outre, P. cattleyanum est à la fois très tolérant à l'ombre et capable de supporter des sols au pH modéré à élevé. Il est également capable de résister à une lourde litière de feuilles et de réagir à la flexion ou à la rupture de ses branches en produisant des pousses vigoureuses. 
P. cattleyanum est souvent associée aux porcs sauvages envahissants,. Les deux espèces se trouvent souvent à proximité l'une de l'autre, très probablement parce que les porcs sauvages contribuent à la dissémination de P. cattleyanum. Les porcs perturbent les habitats en creusant le sol, ce qui permet aux graines de P. cattleyanum de pénétrer plus facilement dans le sol et ils peuvent ingérer les fruits, leurs excréments contenant les graines peuvent se répendre alors sur les sols.  
Des recherches préliminaires suggèrent que P. cattleyanum est allélopathiquecar il a été constaté que ses racines inhibent la croissance d'au moins deux autres espèces végétales lorsque le pH du sol n'entre pas en ligne de compte.

## Répartition
Originaire d'Amérique latine (Brésil ou le fruit s'appelle Araçá), le goyavier-fraise est cultivé en Amérique latine et a été introduit dans certaines contrées tropicales, où il a pu s'acclimater et devenir envahissant.
Ainsi à Madagascar, l'île de la Réunion, l’île Maurice, les îles des Comores ou à Hawaii, il est à la fois populaire pour ses fruits et redoutable comme espèce invasive des forêts humides, du niveau de la mer jusqu'à plus de 1 500 m. En montagne ou en climat tempéré chaud, il prospère sous forme de buisson.
En Nouvelle-Calédonie, il est encore relativement localisé mais forme des fourrés monospécifiques dans la région de Sarraméa. Pour cette raison, le Code de l'environnement de la Province Sud interdit l’introduction dans la nature de cette espèce ainsi que sa production, son transport, son utilisation, son colportage, sa cession, sa mise en vente, sa vente ou son achat.
La rusticité est un peu meilleure que celle de la goyave, comparable au pamplemoussier, avec une tolérance aux gels brefs - jusqu'à -5°. Arrosé, il fructifie en zone USDA 9b, notamment le sud de l'Europe, l'Afrique du Nord en situation abritée. La variété rouge se cultive facilement en pot. Les deux variétés acceptent bien la taille et peuvent former des haies.

## Utilisation
D'un goût largement reconnu comme agréable, le fruit est rafraîchissant, sucré à pleine maturité, légèrement acidulé, de saveur rappelant celle de la fraise des bois, avec une petite touche d'âpreté et de parfum de myrte. La variété à fruit jaune a un goût plus doux qui rappelle la pomme.
Apprécié comme dessert, il peut être consommé frais ou utilisé pour confectionner des confitures, des gelées et des sorbets. La cuisine réunionnaise en a fait un ingrédient populaire, en l'accommodant aussi dans des plats de viande. Le fruit est fragile mais peut néanmoins voyager s'il est précautionneusement emballé et réfrigéré.
Le jus de goyavier peut être vinifié. Une société réunionnaise a ainsi créé une boisson pétillante selon la méthode champenoise.
À La Réunion, la commune de la Plaine-des-Palmistes mise son développement écotouristique sur l'artisanat réalisé à partir de cette espèce, qu'il s'agisse des préparations culinaires, de boissons avec ou sans alcool et d'objets en bois.

## Bois
Le bois du goyavier de Chine est dense, homogène et néanmoins souple. Les morceaux les plus gros peuvent être travaillés ou tournés à la manière du buis, mais ce sont surtout les perches de goyavier qui sont utilisées pour divers usages.
Elles conviennent parfaitement, pour leur forte résistance sans raideur excessive, comme manches d'outils. Elles peuvent être entrecroisées pour fabriquer des fascines qui servent à retenir les sols. Elles ont été employées dans l'habitat rural pour la confection de toitures, de claies, etc. Elles peuvent être étuvées, formées et assemblées pour la fabrication de mobiliers néo-rustiques, à la manière des perches de châtaignier.

## Galerie

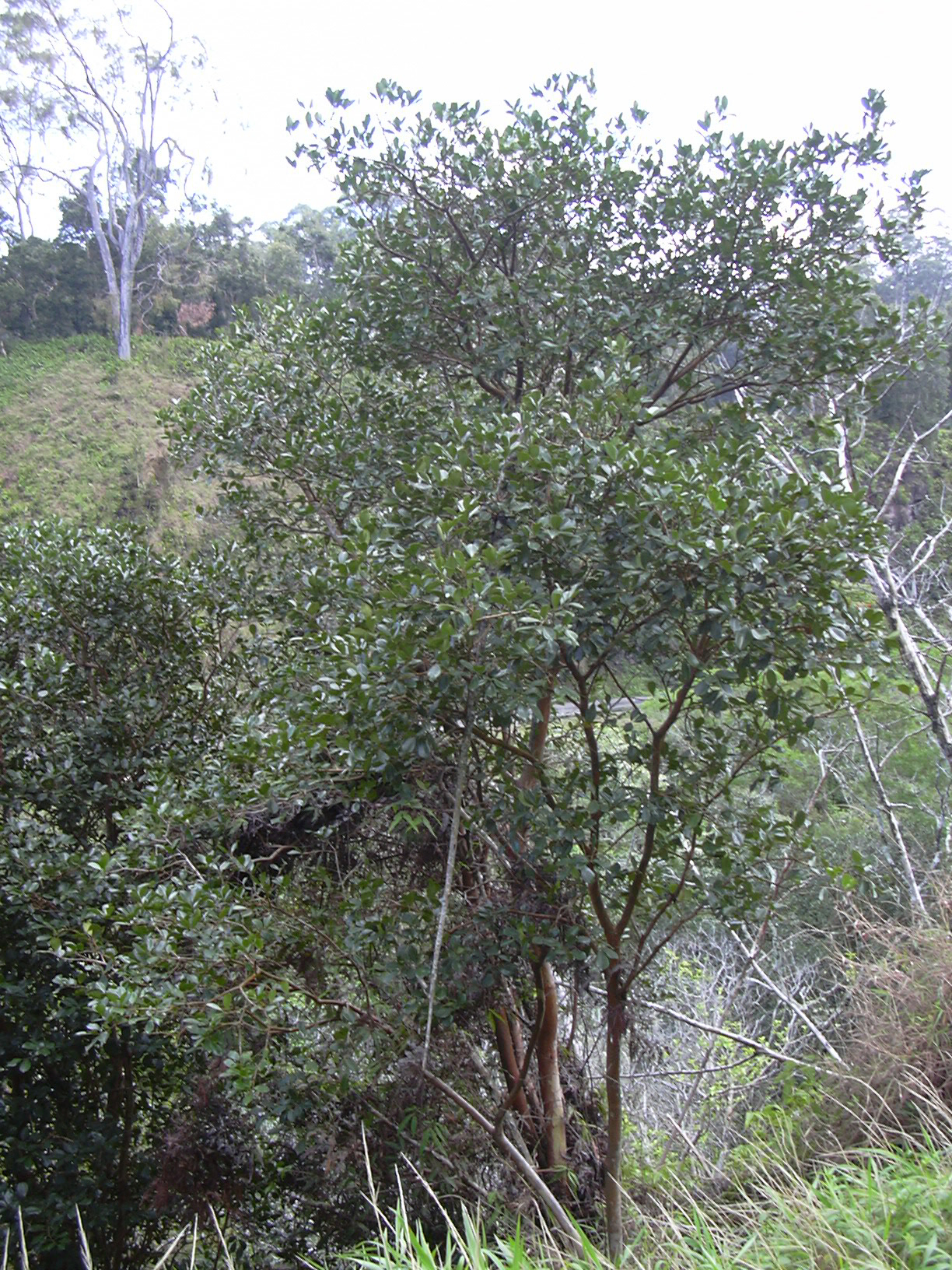
Arbre
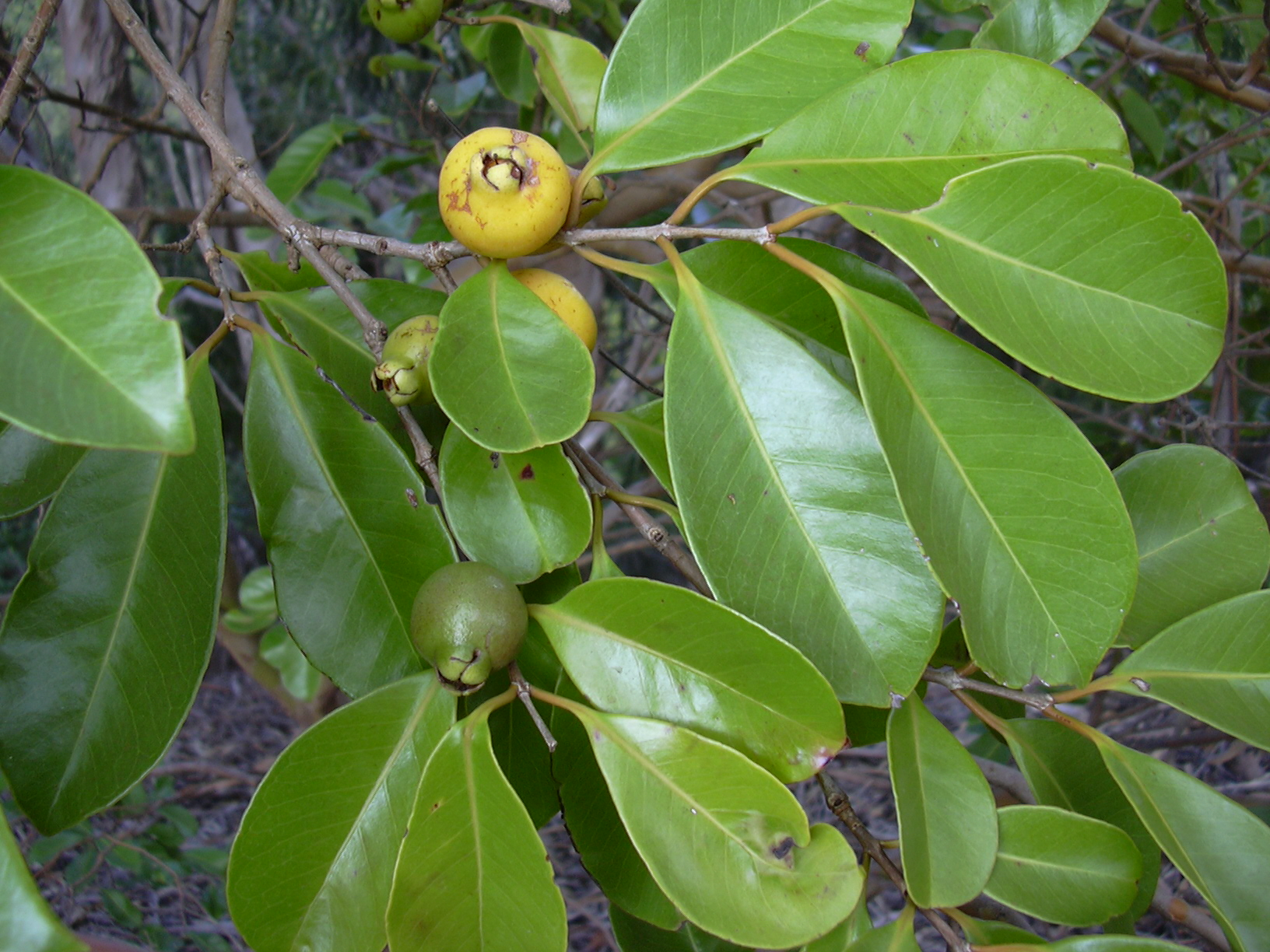
Feuillage
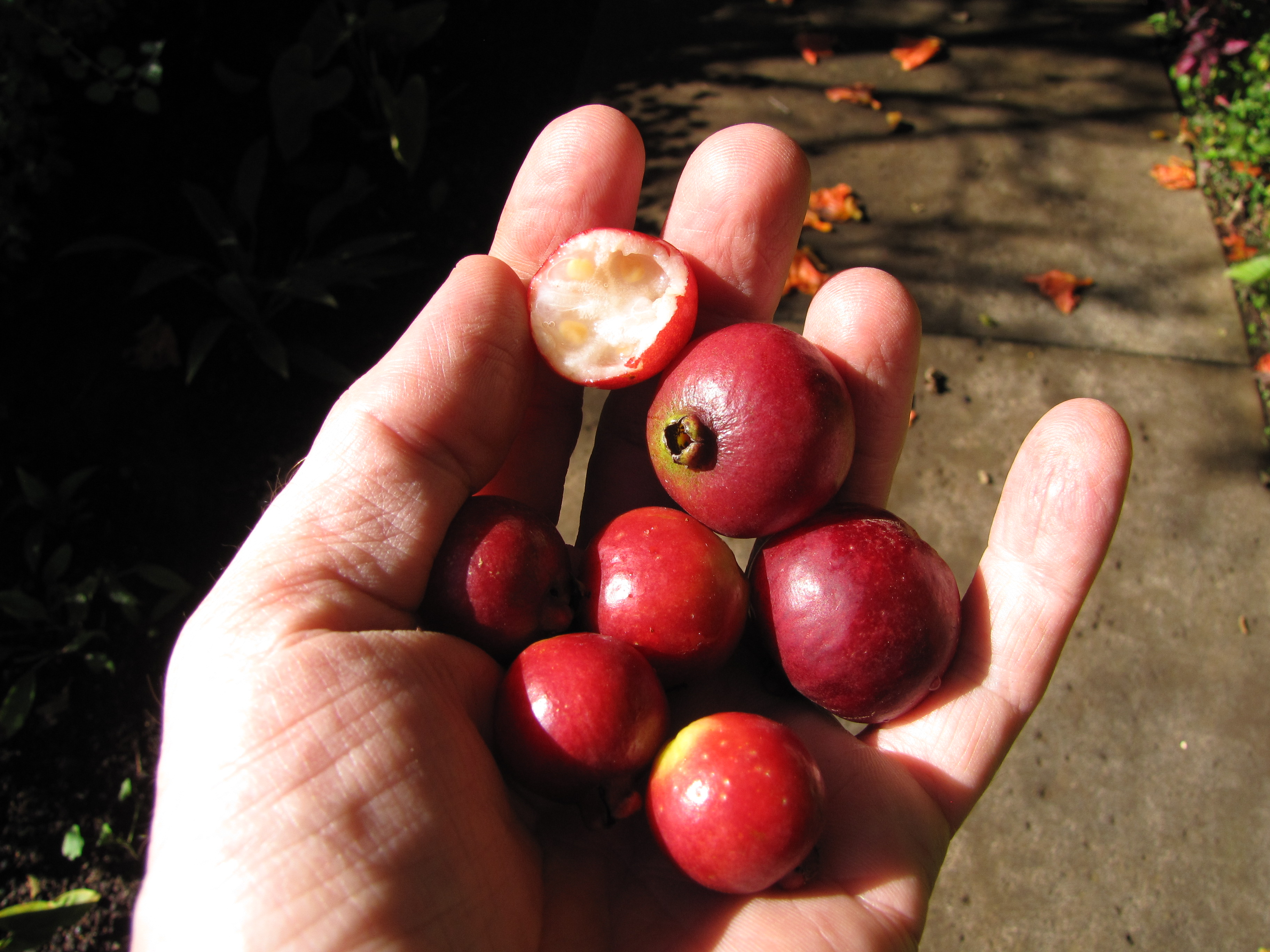
Fruit
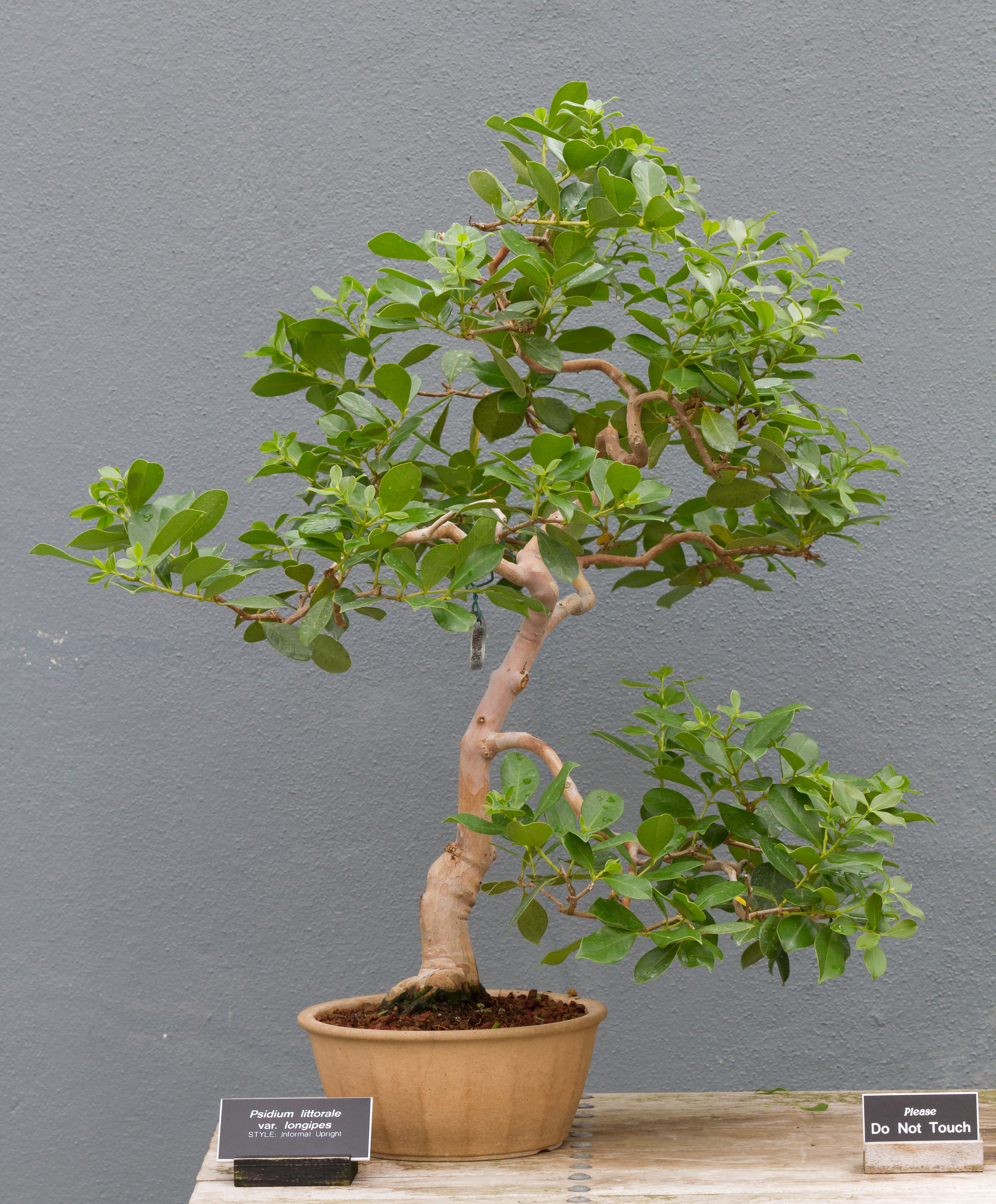
Bonsaï
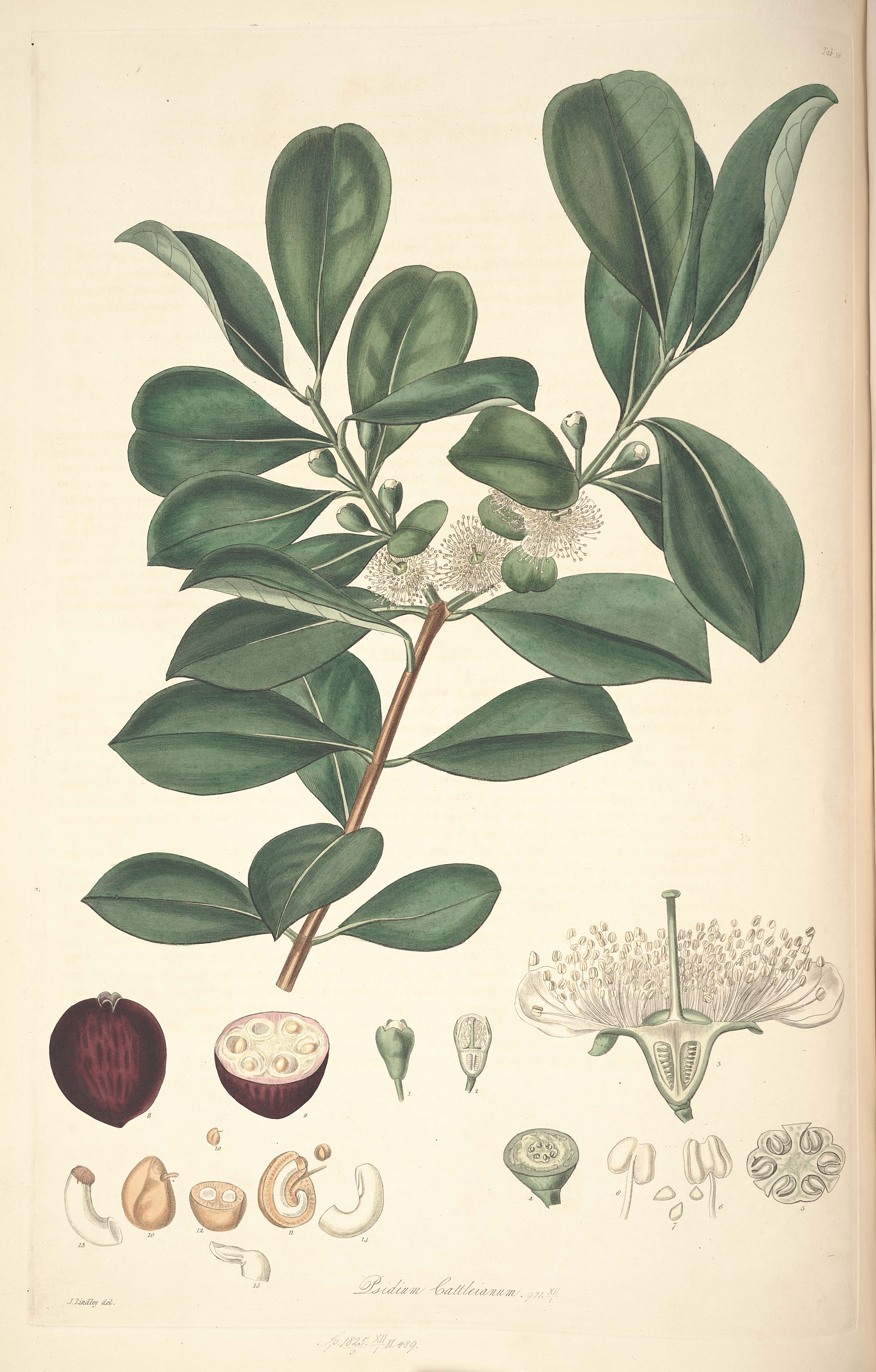
Illustration, John Lindley